# 区长官 (纳粹党)
区长官（德語：Bezirksleiter）是纳粹党早期头衔之一，大约在1926年启用。因此，区长官就成了地方党组织领袖与大区长官的中间人。有些大区没有区长官，而其他大区的区长官人数则视大区规模而定，他们的管辖范围不一定与政府单位相同。
1929年1月，在一次党代会上，国家组织领袖（Reichsorganisationsleiter）格雷戈尔·施特拉塞尔向各位大区长官授权，令后者有权将自己领导的大区细分为若干行政子单位。这次會議过后，区长官逐渐被淘汰，取而代之是“县长官”（區領導），后者成为了大区领导层（Gauleitung/ Gau leadership）和地方党组织之间的區劃負責人。
很多在纳粹运动早期担任过区长官的人后来都晋升为大区长官，如约瑟夫·特博文等人就是這樣。